# Sarolta
Sarolta (c. 950/954 — após 988/97) foi a grã-princesa dos húngaros pelo seu casamento com Géza da Hungria.

## Família
Sarolta foi a segunda filha de Gilas II da Transilvânia e de sua esposa de nome desconhecido. O seu avô paterno eram Horca, um dos sete comandantes dos magiares, junto com seu pai, Tuhutum. 
Ela teve uma irmã mais velha, Caroldu. Sarolta pertencia a tribo conquistadora de Tétény, que só não era mais poderosa do que o governante do país. 

## Biografia
Sarolta, cujo nome significa "doninha branca" ou ainda "joaninha branca", foi batizada na fé ortodoxa na corte de seu pai, pelo bispo Hierotos, antes de seu casamento. Em 1067, ela casou-se com Géza, filho do então grão-príncipe Taxis e da princesa cumana, Ibolya. A união talvez tenha sido arranjada por Gilas II para construir uma aliança contra os mais poderosos búlgaros.
Géza era um homem cruel, que provavelmente exterminou sistematicamente os membros de sua família que poderiam ter posto em perigo a sucessão de seu filho. De fato, os descendentes dos sete descendentes de Arpad, que eram vigorosos na virada do milênio, e que vieram a reinar, simplesmente desapareceram das fontes da história. 
O grão-príncipe também foi responsável por iniciar a conversão das tribos pagãs da Hungria ao Cristianismo, cuja empreitada era apoiada pela grã-princesa. 

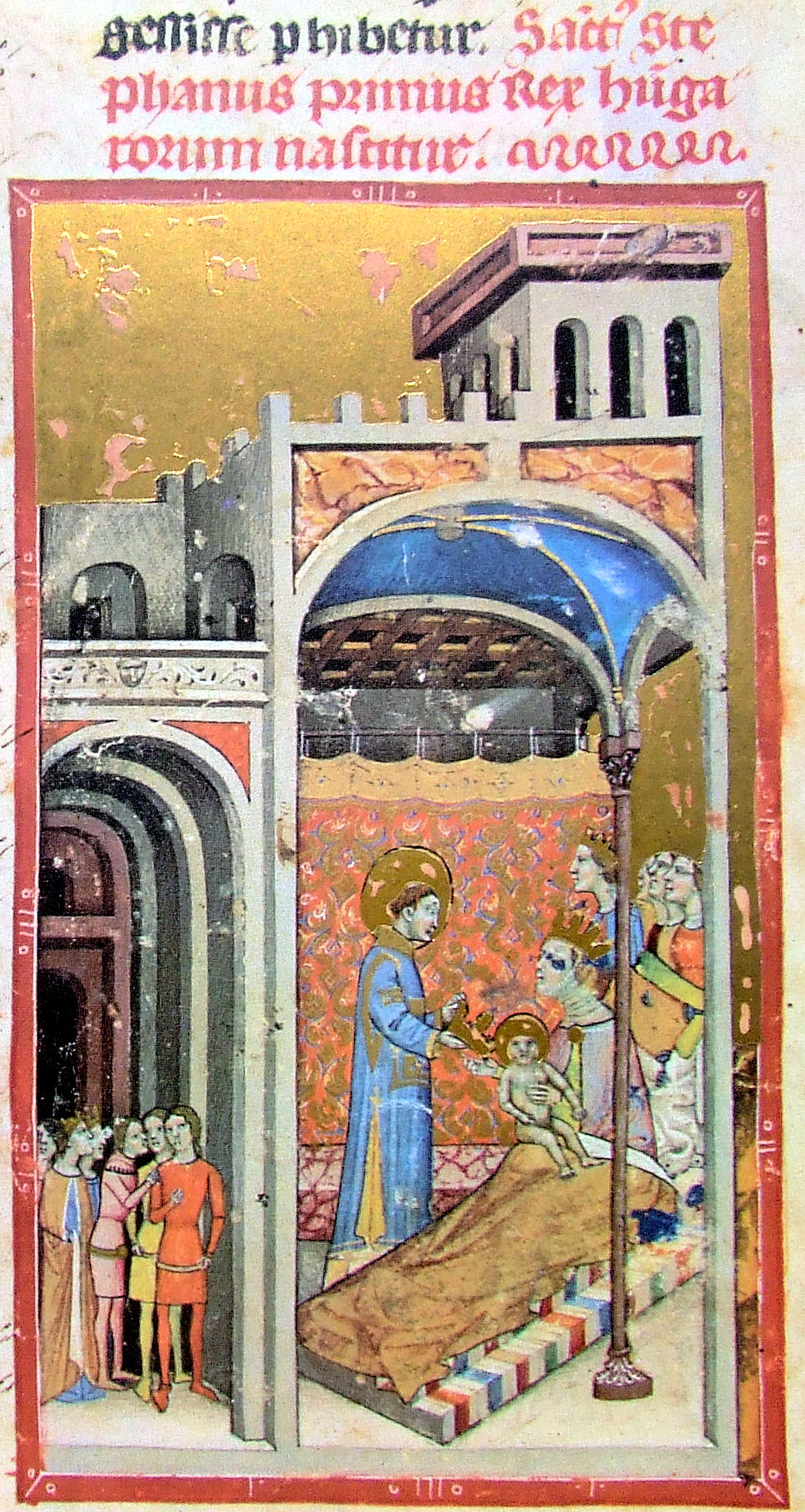
Representação do nascimento de Estêvão I na Crônica Iluminada de 1358

Segundo os escritores da época, Sarolta era uma mulher muito bonita. De acordo com o cronista Dietmar de Merseburgo, a princesa se sentava de maneira masculina, caçava e possuía uma natureza agressiva, bebia demais e cavalgava como um guerreiro, além de possivelmente ter matado um homem enquanto tomada por uma raiva repentina. 
O casal teve cinco filhos, quatro meninas e um menino. 
Nos últimos anos de Géza, sua saúde piorou, e devido a isto, a jovem Sarolta assumiu o poder, mesmo após a morte do marido. 
Géza faleceu em 1 de fevereiro de 997. Segundo a tradição cristã, seu filho mais velho, Estêvão, deveria suceder ao pai. No entanto, de acordo com a tradição pagã, o sucessor legal era o mais antigo membro masculino da família, neste caso, Cupano, duque de Somôgio. Ele reivindicou o poder, e também o direito de se casar com a viúva do príncipe, Sarolta. Uma batalha se seguiu, e Cupano foi derrotado. Logo em seguida, Estêvão foi coroado rei da Hungria.
A grã-princesa faleceu em algum ano após 988 ou 997. Ela foi sepultada na Catedral de São Pedro e Paulo, na cidade de Székesfehérvár. 

## Descendência
- Judite da Hungria (969 - após 987), foi a segunda esposa do rei Boleslau I da Polónia, com quem teve um filho;
- Filha (n. 1971), esposa de Sizo, com quem teve dois filhos;
- Filha (973 - após 988), foi a primeira esposa do imperador Gabriel Radomir da Bulgária. Sem descendência;

- Estêvão I da Hungria (c. 975 - 15 de agosto de 1038), rei da Hungria. Foi casado com Gisela da Baviera, com quem teve cinco filhos;
- Filha (n. 987), foi esposa de Shaba, líder dos kabars, com quem teve Samuel Aba, rei da Hungria;